# Палац Вілальви
Палац Вілальва (порт. Palácio de Vilalva) — палац у місті Лісабон, Португалія. Розташований у безпосередній близькості від Музею Галуста Гюльбенкяна.

## Історія
Палац був побудований у 19 столітті архітектором Жозе Марія Егеньо де Альмейда (порт. José Maria Eugénio de Almeida). Палац відомий своїми паркетами, які постачав з Бельгії П'єр-Йозеф Годефрой.
З 1946 по 2006 роки у палаці розташовувався Військовий уряд Лісабону (англ. Governo Militar de Lisboa).
Тривалий час тут знаходився штаб сухопутних військ Португалії.

## Галерея

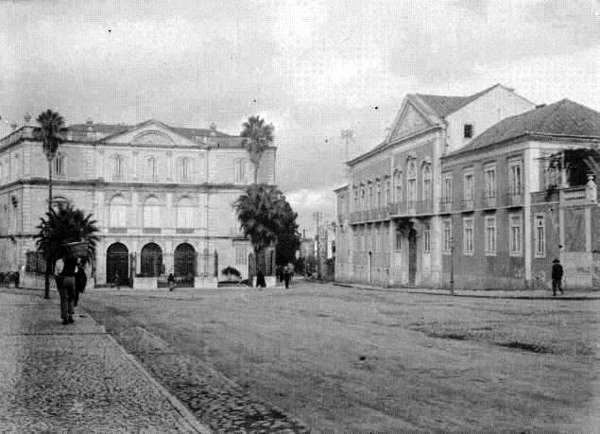
Палац Вілальви (зліва) у 1935 р.
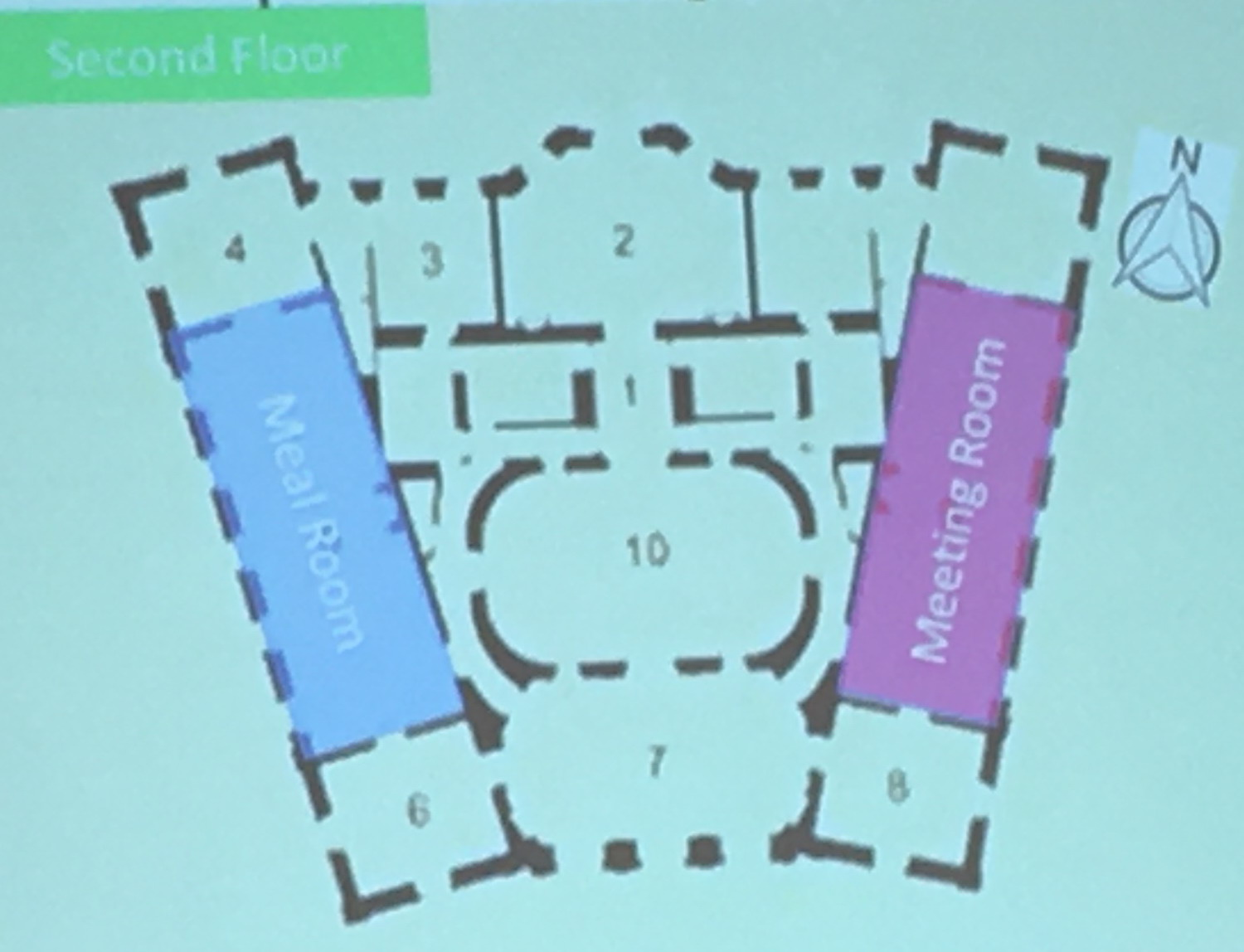
План другого поверху палацу
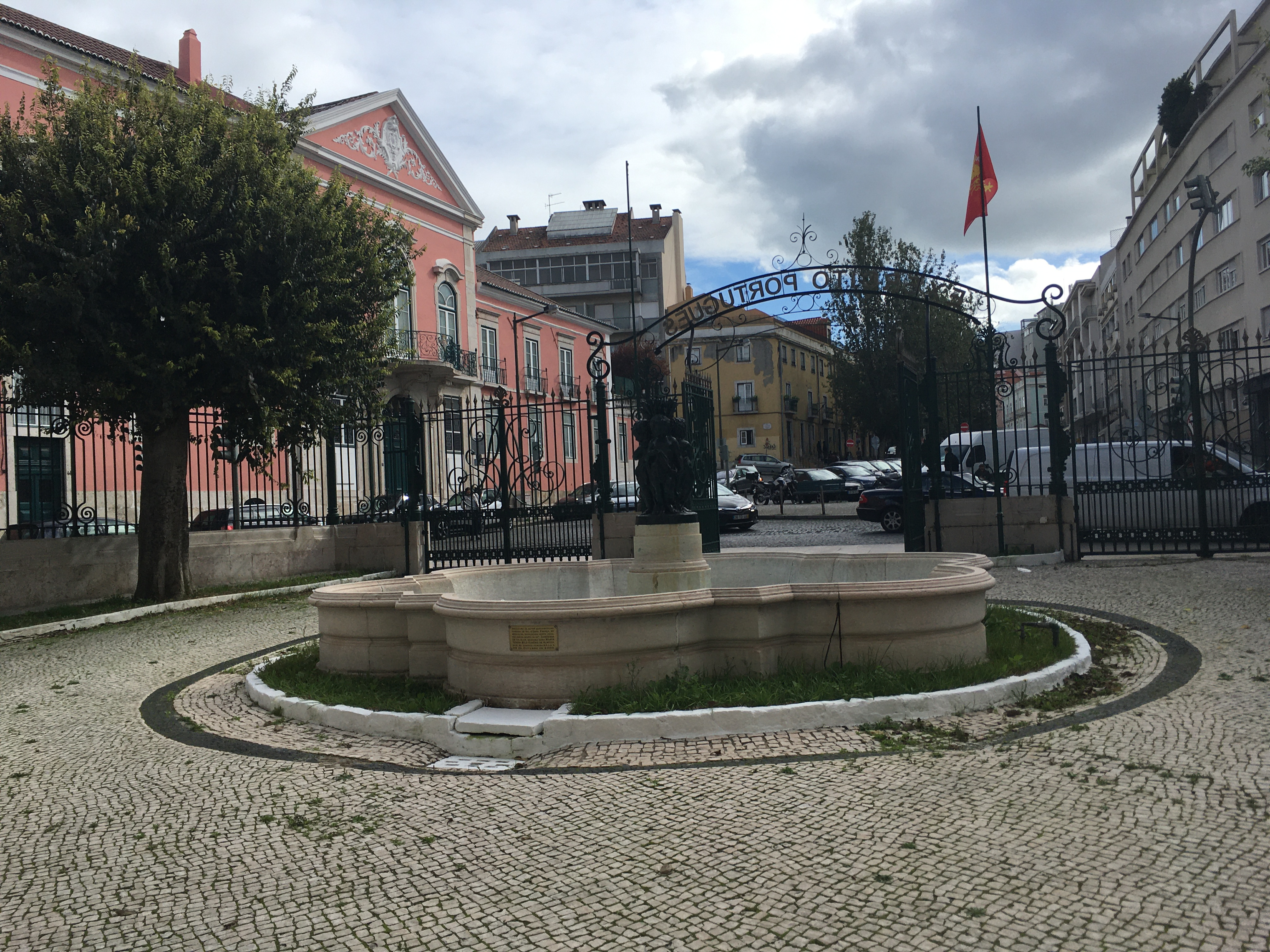
Вид на площу перед палацем з його головного входу
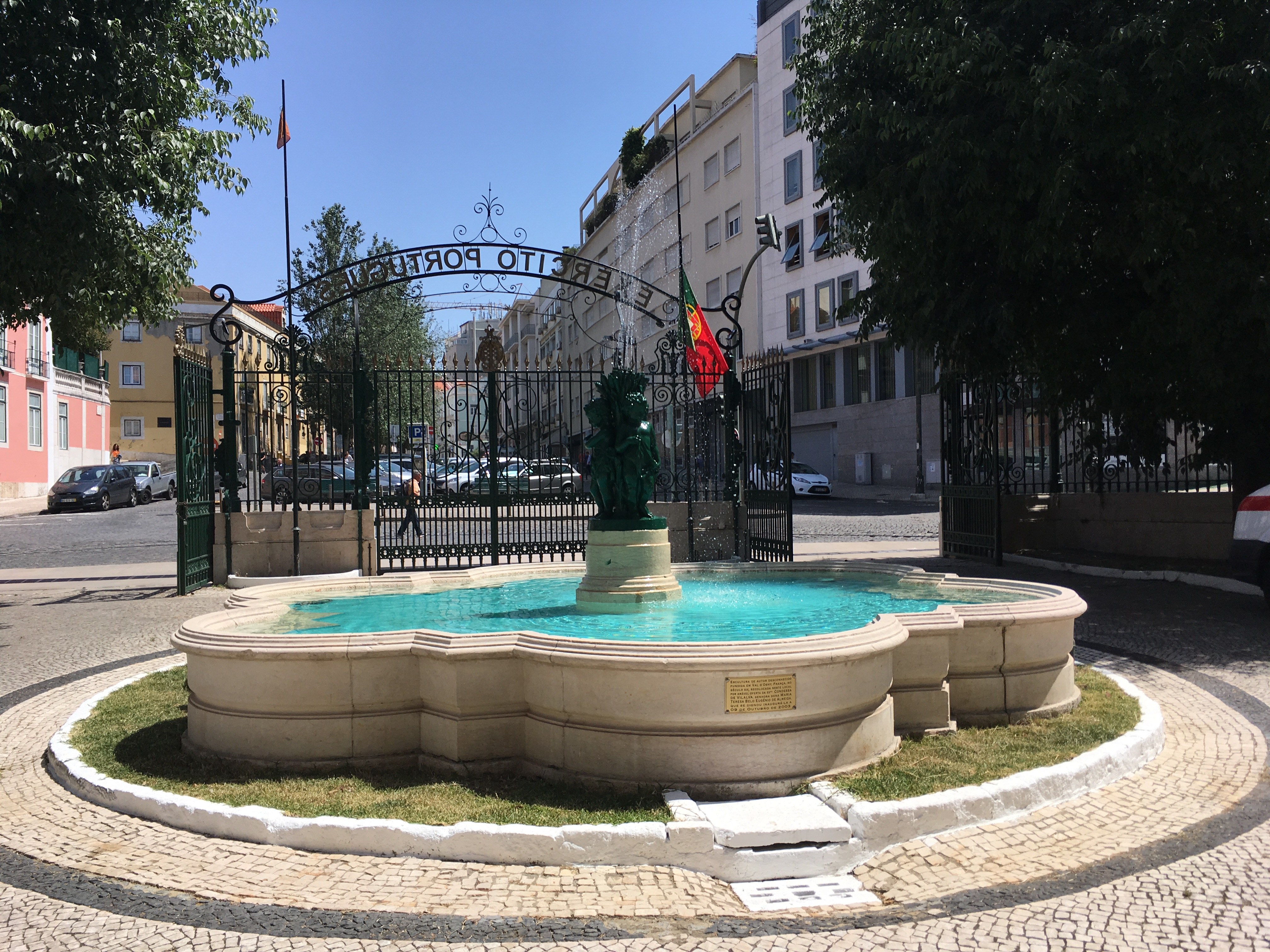
Фонтан перед головним входом палацу
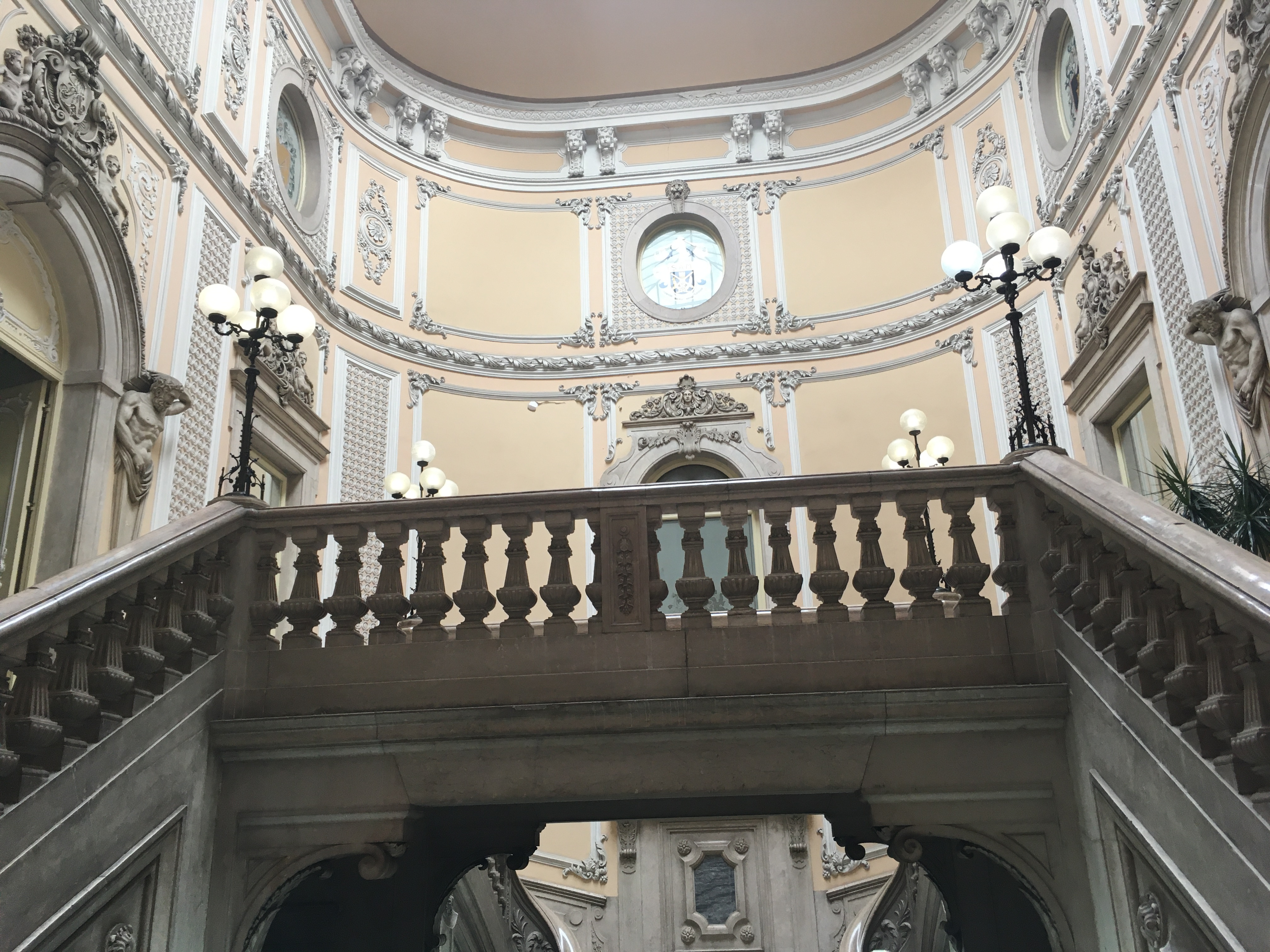
Сходи на другий поверх
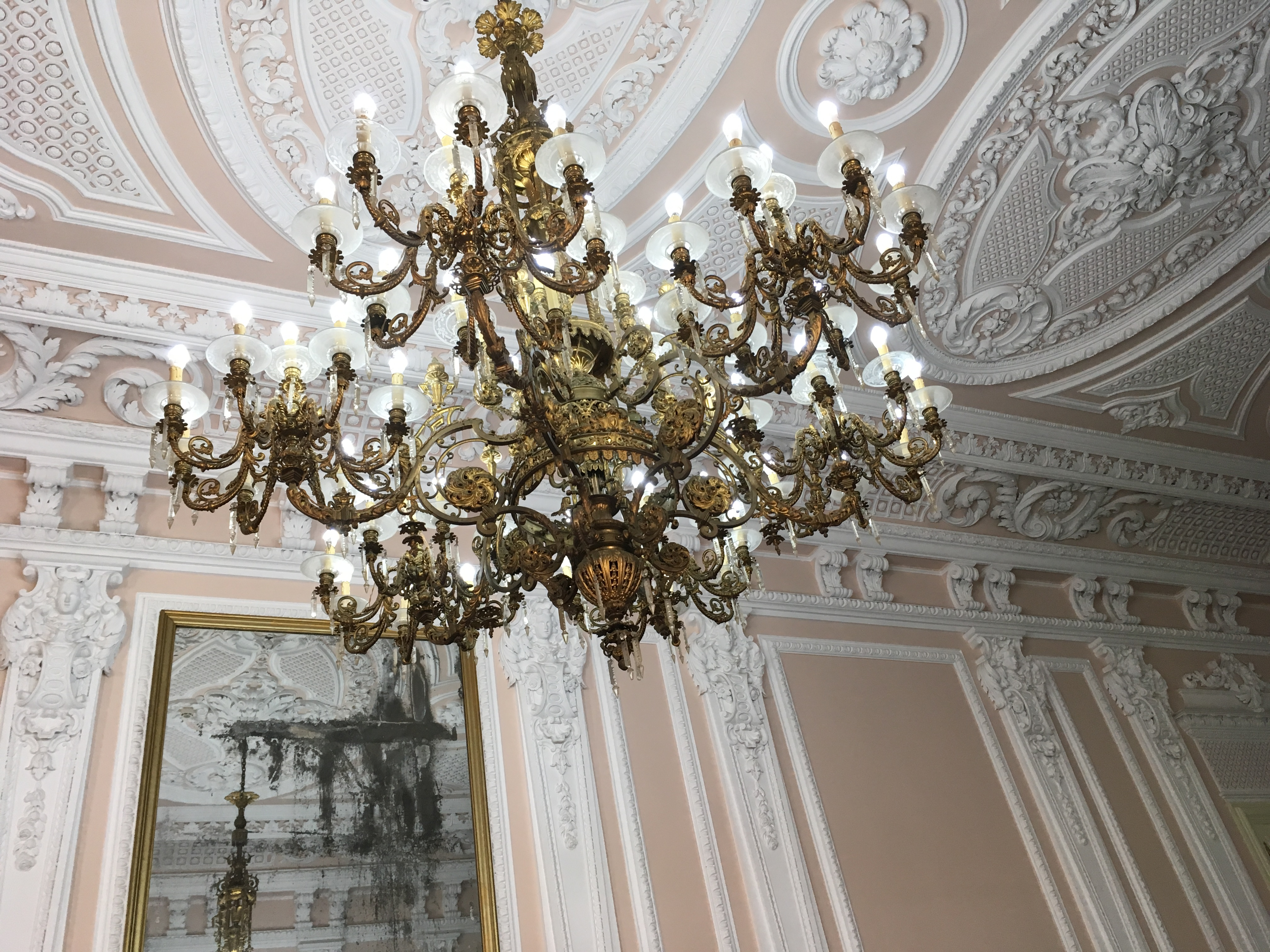
Люстра у залі другого поверху
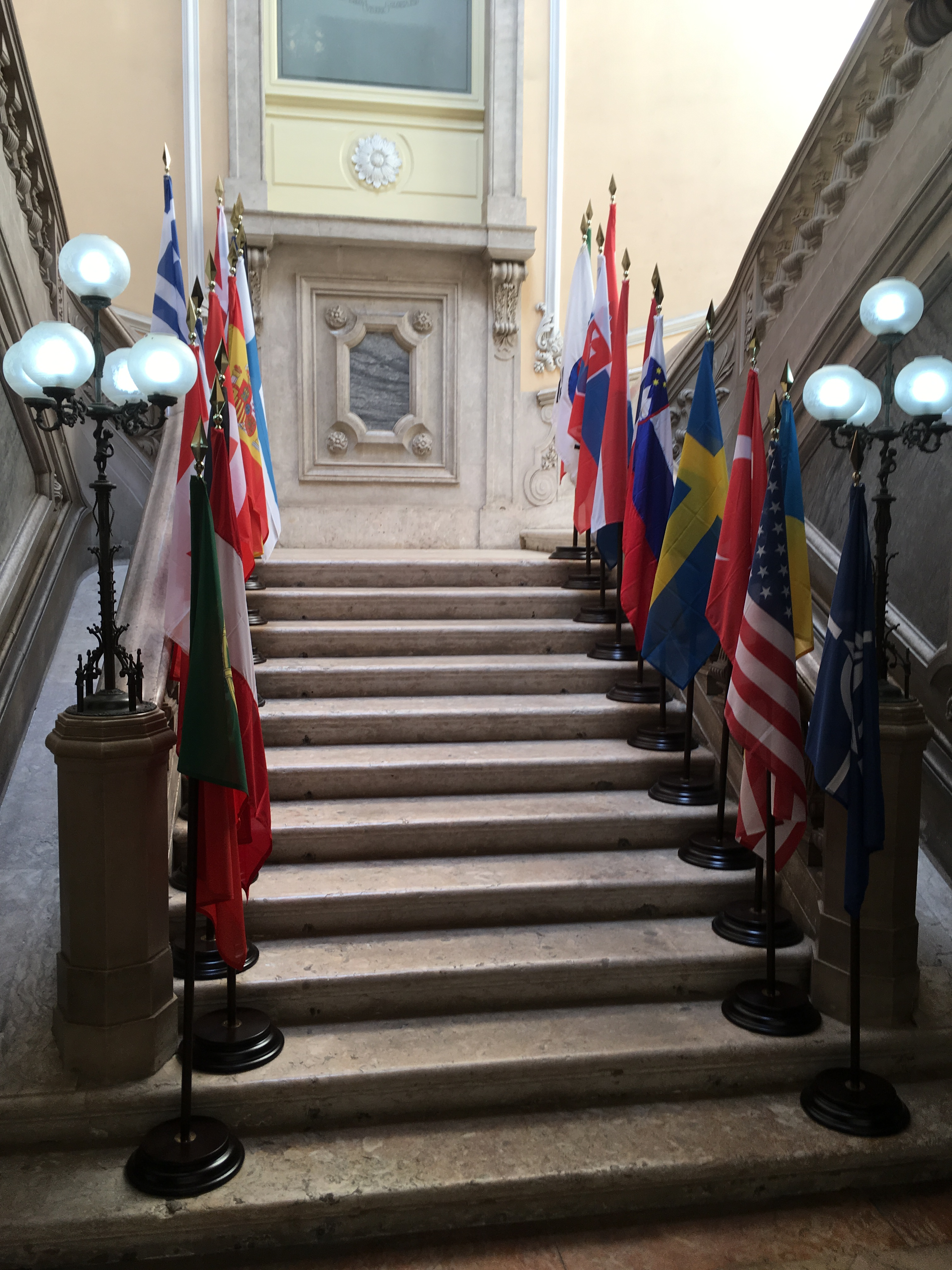
Головні сходи
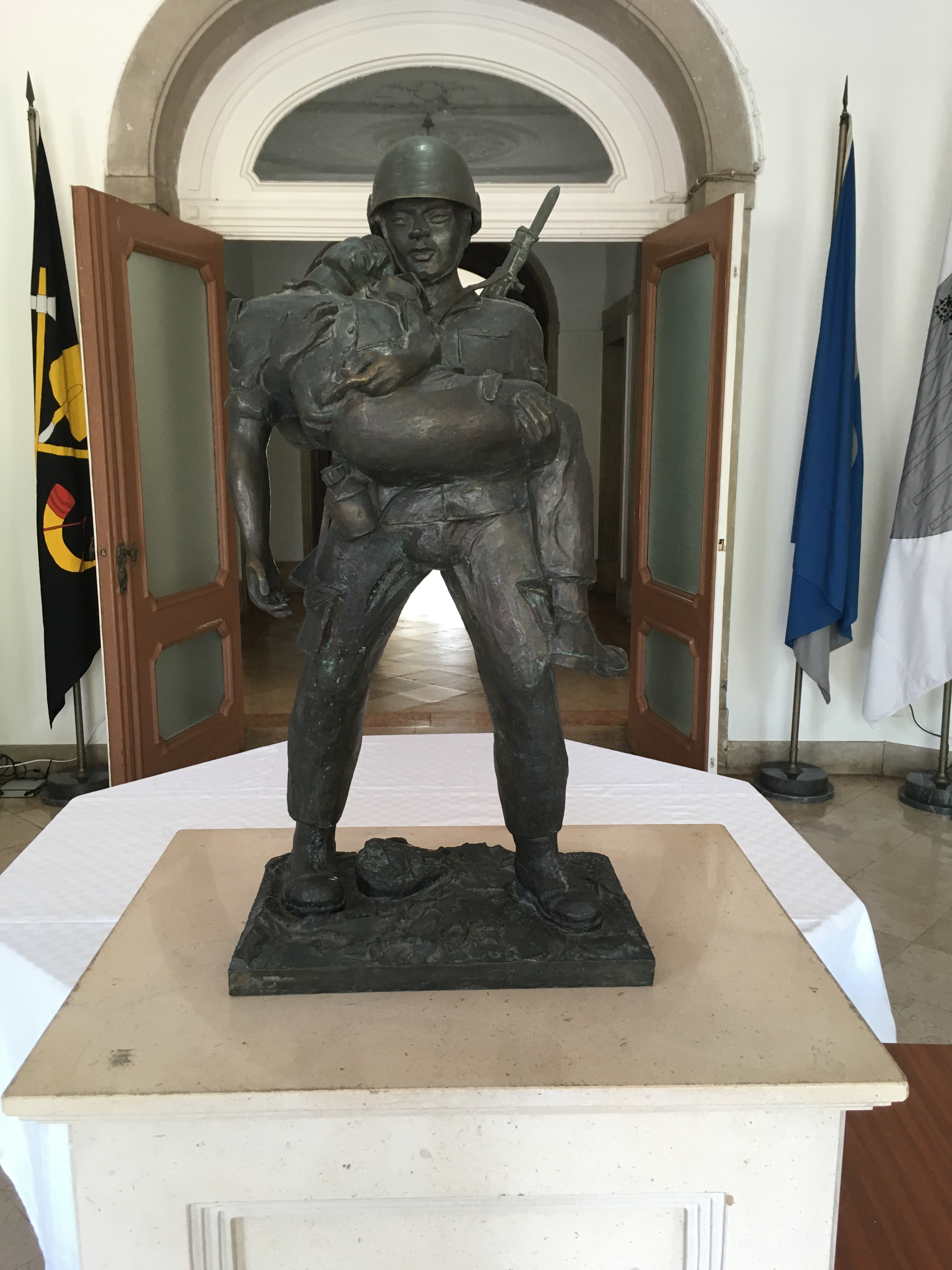
Скульптура у фоє першого поверху
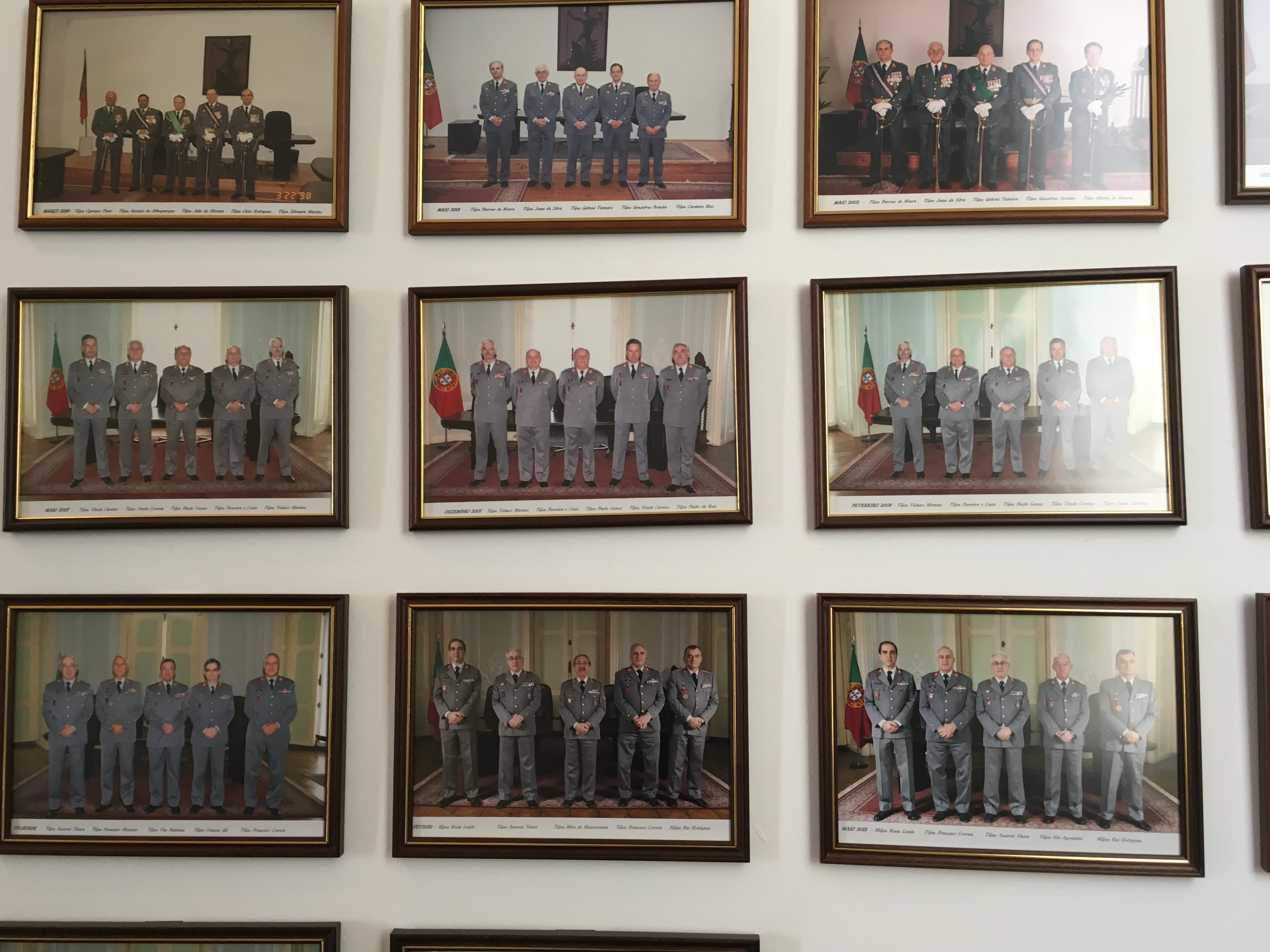
Історія штабу сухопутних військ Португалії, 2017
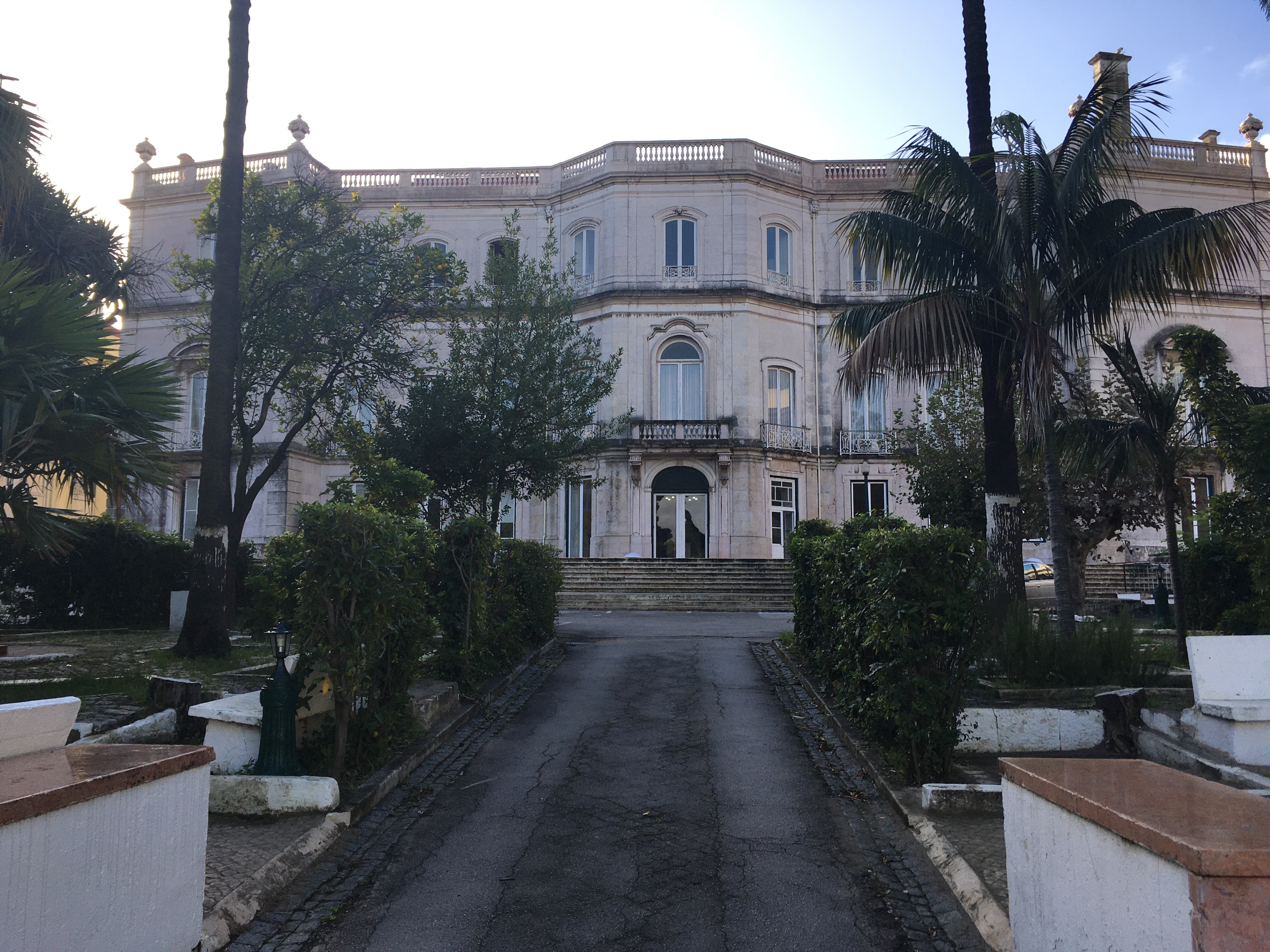
Вид на палац з внутрішного двору
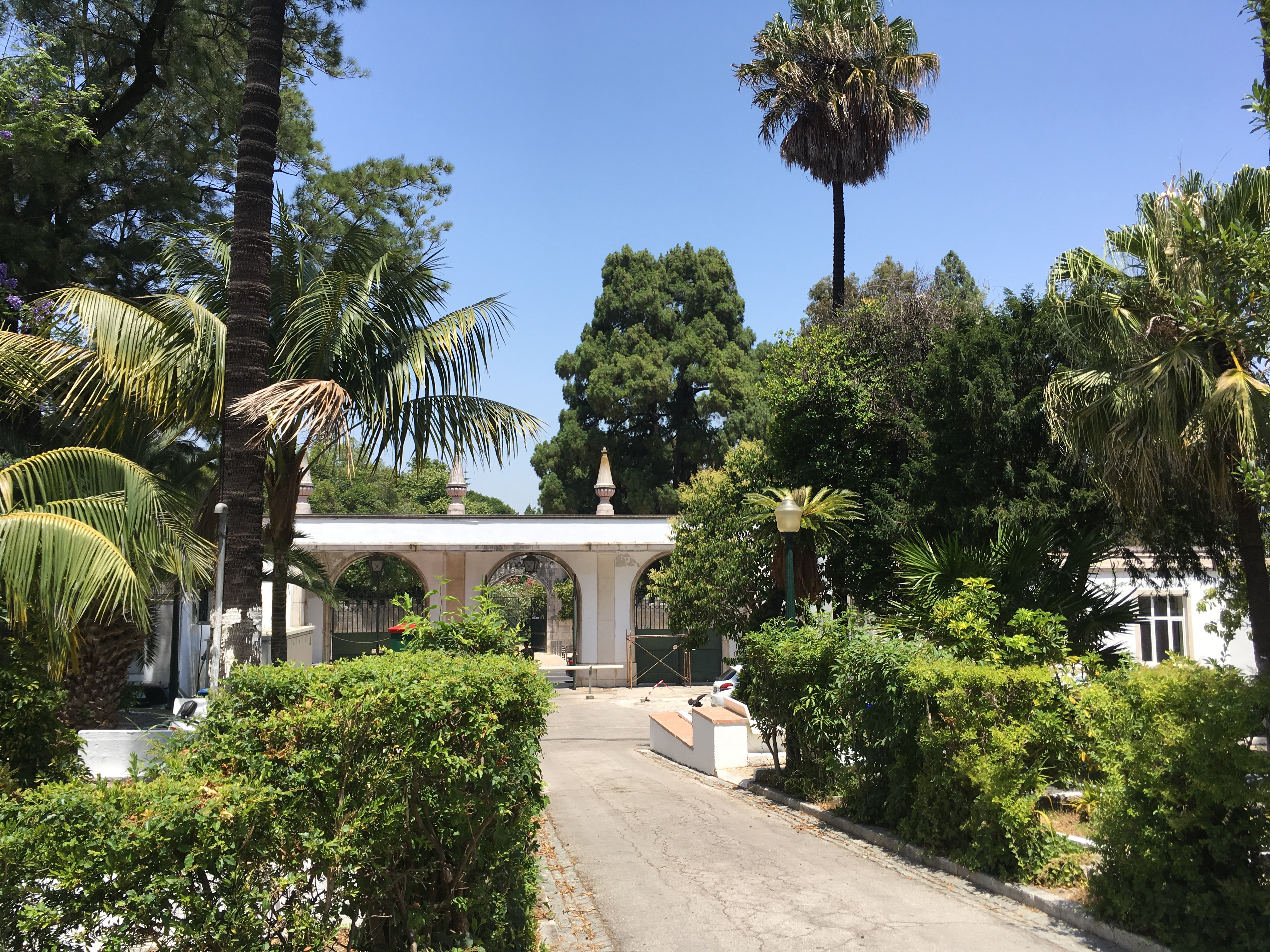
Вихід з двору палацу у бік Музею Галуста Гюльбенкяна